# Ken Olin
Pour les articles homonymes, voir Olin.
Kenneth Edward Olin dit Ken Olin, né le 30 juillet 1954 à Chicago (Illinois), est un acteur, producteur et réalisateur américain.

## Biographie
Kenneth Edward Olin est connu pour son rôle de Michael Steadman dans la série Génération Pub.
Il tient des rôles récurrents dans les séries Brothers & Sisters ou il joue le rôle de David Caplan et dans Zoo ou il joue le rôle du Professeur Robert Oz.
Il est le producteur des séries Alias, Brothers & Sisters et This Is Us.
Il a réalisé le film Croc-Blanc 2 et plusieurs épisodes des séries Génération Pub, À la Maison-Blanche, Alias, Brothers & Sisters et This Is Us.

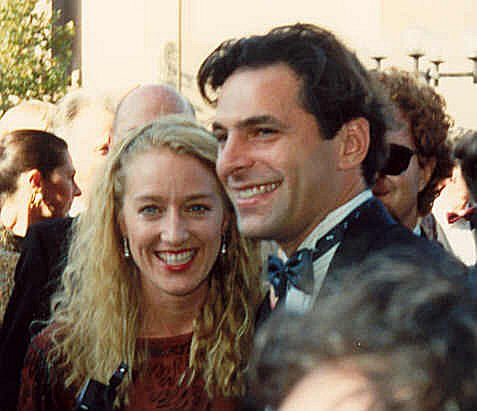
Ken Olin et son épouse Patricia Wettig aux 41e Emmy Awards, 1989.

Il est marié à Patricia Wettig, avec qui il a deux enfants.

## Filmographie

### Acteur

#### Cinéma
- 1981 : Le Fantôme de Milburn (Ghost Story) : James jeune
- 1991 : Bienvenue au club (Queens Logic) : Ray
- 1997 : L'Amour de ma vie ('Til There Was You) : Gregory
- 2018 : The Cloverfield Paradox : un homme à la radio (voix)

#### Télévision
- 1976 : Bernice Bobs Her Hair (Téléfilm) : G. Reece Stoddard
- 1978 : The Paper Chase (en) (Série TV) : Timothy
- 1979 : Les Cadettes de West Point (Women at West Point) (Téléfilm) : Board Member
- 1983 : Bay City Blues (Série TV) : Rocky Padillo
- 1984 : Flight 90: Disaster on the Potomac (Téléfilm) : David Frank
- 1984-1985 : Capitaine Furillo (Hill Street Blues) (Série TV) : Det. Harry Garibaldi
- 1985-1986 : Falcon Crest (Série TV) : Père Christopher
- 1986 : Une vie de star (There Must Be a Pony) (Téléfilm) : Jay Savage
- 1986 : Arabesque (Murder She Wrote) (Série TV) : Perry Revere
- 1987 : Tonight's the Night (Téléfilm) : Henry Fox
- 1987 : Hôtel (Série TV) : Mark Fredericks
- 1987 : Le Voyageur (The Hitchiker) (Série TV) : Steve
- 1987-1991 : Génération Pub (Série TV) : Michael Steadman
- 1988 : Police Story: Cop Killer (Téléfilm) : Officier Manny Mandell
- 1988 : Un autre monde (A Stoning in Fulham County) (Téléfilm) : Jim Sandler
- 1990 : Good Night, Sweet Wife: A Murder in Boston (Téléfilm) : Charles Stuart
- 1993 : Manipulation meurtrière (Telling Secrets) (Téléfilm) : Det. Jay Jensen
- 1995 : Nothing But the Truth (Téléfilm) : Dr. Peter Clayman
- 1995 : Au-dessus de tout soupçon (Dead by Sunset) (Téléfilm) : Brad Cunningham
- 1996-1997 : EZ Streets ("EZ Streets") (Série TV) : Det. Cameron Quinn
- 1997 : L'Associé du diable (The Advocate's Devil) (Téléfilm) : Abe Ringel
- 1998-1999 : L.A. Docs ("L.A. Doctors") (Série TV) : Dr. Roger Cattan
- 1999 : L'Enfant secret (Evolution's Child) (Téléfilm) : James Mydell
- 1999 : Y2K (Téléfilm) : Nick Cromwell
- 2001 : Say Uncle (Téléfilm)
- 2001-2002 : Alias (Série TV) : David McNeil
- 2002 : Edition spéciale (Série TV) : Richard Sloan
- 2007-2011 : Brothers & Sisters (Série TV) : David Caplan
- 2013 : Esprits criminels (Série TV) : Bruce Morrison
- 2015 : Zoo (Série TV) : Professeur Robert Oz

### Producteur
- 1995 : Kansas (Téléfilm)
- 2001 : Alias (Série TV)
- 2002 : Edition spéciale ("Breaking News") (Série TV)
- 2006 : Brothers & Sisters (Série TV)
- 2006 : Introducing Lennie Rose (Série TV)
- 2013 : Sleepy Hollow
- 2016 : This is us (Série TV)

### Réalisateur
- 1987 : Génération Pub ("Thirtysomething") (Série TV)
- 1992 : The Broken Cord (Téléfilm)
- 1992 : Doing Time on Maple Drive (Téléfilm)
- 1994 : Croc-Blanc 2
- 1995 : L'Honneur de la cavalerie (In Pursuit of Honor) (Téléfilm)
- 1998 : L.A. Docs ("L.A. Doctors") (Série TV)
- 2000 : À la Maison-Blanche
- 2001 : Alias (Série TV)
- 2002 : Edition spéciale ("Breaking News") (Série TV)
- 2003 : Phénomènes (Phenomenon II) (téléfilm)
- 2006 : Brothers & Sisters (Série TV)
- 2016 : This is us (Série TV)